# Comune di Gjern
Il comune di Gjern, fino al 1º gennaio 2007 è stato un comune danese situato nella contea di Århus, il comune aveva una popolazione di 8 134 abitanti (2005) e una superficie di 144 km². Capoluogo era la cittadina omonima.
Dal 1º gennaio 2007, con l'entrata in vigore della riforma amministrativa, il comune è stato soppresso e accorpato, insieme ai comuni di Kjellerup e Them al riformato comune di Silkeborg.